# Andreas Vojta
Andreas Vojta (9 de junio de 1989) es un deportista de Austria que compite en atletismo. Ganó una medalla de oro en el Campeonato Europeo de Atletismo por Equipos de 2019, en la prueba de 5000 m.